# Dothideomycetes
Die Dothideomycetes sind eine Klasse der Schlauchpilze.

## Merkmale
Die Fruchtkörper sind flaschenförmig, scheibenförmig oder sphärisch. Die Eigenart der Klasse liegt in der Entwicklung der Fruchtkörper: Die Asci entwickeln sich in Freiräumen (Loculi), die sich durch Auflösung von Gewebe (lysigen) innerhalb der vegetativen Hyphen bilden. Diese als "ascoloculär" bezeichnete Art der Fruchtkörperbildung steht im Gegensatz zu der bei den meisten übrigen Echten Schlauchpilzen verbreiteten ascohymenialen Bildung.
Die Ascuswand ist bitunicat, das heißt, sie  besteht aus zwei Schichten, die verschieden stark dehnbar sind. Die dünne Außenschicht (Exotunica) ist unelastisch und reißt bei einem bestimmten Turgordruck. Die innere Schicht (Endotunica) ist dicker und dehnt sich bei steigendem Turgor in Längsrichtung. Dabei verstopfen die einzelnen Ascosporen den Porus am Scheitel des Ascus und werden nacheinander ausgestoßen. Der Turgor steigt durch die Umwandlung osmotisch inaktiver in osmotisch aktive Stoffe, wahrscheinlich durch Abbau von Glykogen in Einfachzucker. Diese Form der Sporenausschleuderung wird als fissitunicat bezeichnet.
Für die Gliederung der Ordnungen von Bedeutung ist die Ausformung des Gewebes und der Zellen in der Höhlung der sexuellen Struktur, des sogenannten Centrums. Besonders wichtig ist dabei das sterile Centrum-Gewebe, das Hamathecium.
Einige Familien (Pleosporaceae, Mycosphaerellaceae, Tubeufiaceae) sind reich an anamorphen Arten. Darunter sind hyphomycete und coelomycete Arten. Unter den Hyphomyceten sind viele, deren Konidien-bildende Zellen sich sympodial verzweigen. Die Coelomyceten haben phialidische, annellidische oder holoblastische Konidien-bildende Zellen, und bilden kleine, aseptate Konidien in einem Schleim. In diese Gruppe gehören auch viele „Schwarze Hefen“, die dunkle Schleimkolonien bilden, deren Sporenbildung der Knospung von Echten Hefen ähnelt.

## Lebensweise
Die Arten der Dothideomycetes leben als Krankheitserreger, Endophyten oder Epiphyten in oder auf Pflanzen, bzw. als Saprobionten, die Zellulose und andere Kohlenhydrate in totem oder halbverdautem Pflanzenmaterial abbauen. Neue Studien legen nahe, dass sie auch eine große Rolle beim Abbau von Mikroplastik spielen  Einige Arten sind Flechtenbildner, einige andere sind Parasiten auf Pilzen oder Tieren.

## Systematik
Die Frage, ob die Dothideomycetes eine natürliche Verwandtschaftsgruppe, also ein monophyletisches Taxon sind, ist noch nicht endgültig geklärt. Aufgrund von DNA-Sequenz-Analysen wurden bereits einige Ordnungen, die früher aufgrund ihres bitunicaten Ascusaufbaus zu den Dothideomycetes gezählt wurden, in andere Klassen gestellt, so die Verrucariales und die Chaetothyriales. Eine Monophylie der Klasse im jetzigen Umfang ist wahrscheinlich. Die Schwestergruppe der Dothideomycetes sind die Arthoniomycetes.
Zu den Dothideomycetes werden acht Ordnungen gezählt, von denen nur ein Teil auch einer der beiden Unterklassen zugeordnet werden kann.
Wijayawardene und Autoren (2020) gliedern die Abteilung Ascomycota wie folgt, Abweichungen nach Haridas und Mitarbeiter (2020):
- Klasse Dothideomycetes
  - Unterklasse Dothideomycetidae
    - Ordnung Rußtaupilzartige – Capnodiales
    - Ordnung Dothideales
    - Ordnung Myriangiales
    - Ordnung Trypetheliales[6]

  - Unterklasse Pleosporomycetidae
    - Ordnung Asterinales[6]
    - Ordnung Coniosporiales[6]
    - Ordnung Eremomycetales
    - Ordnung Gloniales
    - Ordnung Hysteriales
    - Ordnung Lineolatales[6]
    - Ordnung Microthyriales
    - Ordnung Mytilinidiales
    - Ordnung Patellariales
    - Ordnung Phaeotrichales
    - Ordnung Pleosporales
    - Ordnung Venturiales[6]

  - keiner Unterklasse zugeordnet – incertae sedis
    - Ordnung Abrothallales
    - Ordnung Acrospermales
    - Ordnung Aulographales
    - Ordnung Botryosphaeriales
    - Ordnung Catinellales
    - Ordnung Collemopsidiales
    - Ordnung Dyfrolomycetales
    - Ordnung Eremithallales
    - Ordnung Jahnulales
    - Ordnung Kirschsteiniotheliales
    - Ordnung Lembosinales
    - Ordnung Lichenotheliales
    - Ordnung Minutisphaerales
    - Ordnung Monoblastiales
    - Ordnung Murramarangomycetales
    - Ordnung Muyocopronales
    - Ordnung Natipusillales
    - Ordnung Parmulariales
    - Ordnung Stigmatodiscales
    - Ordnung Strigulales
    - Ordnung Superstratomycetales
    - Ordnung Tubeufiales
    - Ordnung Valsariales
    - Ordnung Zeloasperisporiales

## Bedeutung
Zu den Dothideomycetes zählen einige Erreger von Pflanzenkrankheiten: Venturia verursacht Schorf an Äpfeln und Birnen. Capnodium verursacht einen schwarzbraunen Rußtau an Blättern, ernährt sich jedoch nur saprobiontisch von Blatt- und Blattlausausscheidungen. Herpotrichia befällt schneebedeckte Nadelholzzweige in der alpinen Höhenstufe und bringt sie zum Absterben.
Im Jahr 2013 wurde Geomyces destructans in die Familie der Pseudeurotiaceae gestellt und in Pseudogymnoascus umbenannt. Sie enthält Pseudogymnoascus destructans, den Erreger des White-Nose-Syndrom, einer tödlichen Seuche der Fledermäuse.